# Фельштинський Юрій Георгійович
Юрій Георгійович Фельштинський (1956, Москва) — російсько-американський історик, доктор історичних наук, дослідник Новітньої історії Росії, дослідник та критик путінського режиму.

## Біографія
У 1974 році вступив на історичний факультет МДПІ ім. Леніна. В 1978 емігрував з СРСР до США. У США продовжив вивчення історії спочатку в Брандайському, потім у Ратгерському університеті, де отримав ступінь доктора філософії — Ph. D. (історія). У 1993 р. захистив докторську дисертацію в Інституті історії Російської академії наук і став першим і єдиним (2016) громадянином іноземної держави, якому в Росії було присуджено вчений ступінь доктора історії.
Фельштинський є редактором-упорядником і коментатором декількох десятків томів архівних документів з російської історії ХХ ст. Зокрема, збірники: «СРСР-Німеччина. 1939» (вид. Vilnius: Mokslas, 1989), автор книг «Більшовики та ліві есери» (Париж, 1985); «До історії нашої закритості» (Лондон, 1988; Москва, 1991); «Крах світової революції» (Лондон, 1991; Москва, 1992); «Вожді в законі» (Москва, 1999). Відомий як публікатор архіву Троцького.

## Путінська пропаганда проти Фельштинського
Після опублікування книг, що викривають злочини путінського режиму: «ФСБ підриває Росію» (в співаторстві з О.Литвиненком) та «Корпорація: Росія і КДБ в часи президента Путіна» (у співавторстві з В. Прибиловським) — державна російська пропаганда почала представляти Фельштинського «співробітником», «радником» або «найманцем» Бориса Березовського. Так російський журналіст Михайло Ростовський стверджував в «Московському комсомольці» в 2002 році, що Фельштинський був одним з «головних політичних радників Бориса Березовського».
У статті російського журналіста Романа Шлейнова в «Новій газеті» в 2004 році Фельштинський вказаний як «радник Бориса Березовського, історик, емігрант».
У листопаді 2006 від отруєння радіоактивним полонієм-210 у Лондоні помер Олександр Литвиненко. У грудні 2007 року колишній слідчий КДБ і ФСБ Михайло Трепашкін заявив, що, за його джерелами у ФСБ, «кожен, хто був залучений до публікації книги „ФСБ підриває Росію“, буде вбитий»; і що три агенти ФСБ вже здійснили поїздку до Бостона, щоб підготувати вбивство Юрія Фельштинського. Після цього у Лондоні насильною смертю помер колишній російський державний діяч і олігарх Борис Березовський, який виступав критиком Путіна і спонсором книги. Фельштинський певен, що Березовський був убитий.

## Вибіркова бібліографія
- Большевики и левые эсеры. Октябрь 1917 — июль 1918 (укр. «Більшовики та ліві есери. Жовтень 1917-липень 1918»; Paris: YMCA-Press, 1985)
- К истории нашей закрытости (укр. «До історії нашої закритості» (London: Overseas Publications Interchange, 1988; Москва: Терра, 1991)
- СССР — Германия: 1939—1941. Сборник документов в 2-х кн. (укр. СРСР-Німеччина: 1939-1941. Збірка документів у 2 кн.; Vilnius: Mokslas, 1989)
- Крушение мировой революции (укр. «Крах світової революції»; London: Overseas Publications Interchange, 1991; Москва: Терра, 1992)
- Вожди в законе (укр. «Ватажок в законі»; (Москва: Терра, 1999)
- ФСБ взрывает Россию (укр. ФСБ підриває Росію; New York: S.P.I. Books, 2002, англійською; New York: Liberty Publishing House, 2002, російською) — у співавторстві з Олександром Літвинєнком
- Третья мировая: битва за Украину (укр. Третя світова: битва за Україну; Київ: Наш Формат, 2015) — у співавторстві з Михайлом Станчевим

## Переклади українською
- Юрій Фельштинський, Михайло Станчев. Третя світова: битва за Україну. Переклад з російської: Володимир Єшкілєв. Київ: Наш Формат, 2015. 456 с. ISBN 978-617-7279-02-9
- Юрій Фельштинський, Володимир Попов. Від Червоного терору до мафіозної держави. Спецслужби Росії в боротьбі за світове панування (1917—2036). Київ: Наш Формат, 2021. 624 с. ISBN 978-617-7973-51-4